# Edgar Irmscher
Edgar Irmscher (17 août 1887 à Dresde-3 mai 1968 à Sternenfels) est un botaniste allemand, professeur à l'université de Hambourg et à l'université de Hohenheim à Stuttgart.
Il a notamment décrit de nombreuses espèces nouvelles de Bégonias (Begoniaceae) et l'espèce Begonia irmscheri L.B.Sm. & B.G.Schub. lui a été dédiée en 1955.

## Liens
- Notices d'autorité :   - VIAF
  - ISNI
  - BnF (données)
  - IdRef
  - LCCN
  - GND
  - Pays-Bas
  - WorldCat
- Notice dans un dictionnaire ou une encyclopédie généraliste :   - Deutsche Biographie
- Ressources relatives à la recherche :   - Biodiversity Heritage Library
  - Harvard University Herbaria & Libraries
  - International Plant Names Index

Irmsch. est l’abréviation botanique standard de Edgar Irmscher.
Consulter la liste des abréviations d'auteur en botanique ou la liste des plantes assignées à cet auteur par l'IPNI, la liste des champignons assignés par MycoBank, la liste des algues assignées par l'AlgaeBase et la liste des fossiles assignés à cet auteur par l'IFPNI.